# Петрокрепость (бухта)
Петрокре́пость (Шлиссельбургская губа) — бухта в юго-западной части Ладожского озера на территории Ленинградской области. Вход в бухту расположен между мысом Морьин Нос и лежащим в 18 км к востоку от него Кареджским рифом, соединяющимся с восточным входным мысом этой бухты Кареджской косой. В юго-западной части залива находится исток реки Нева, где также начинаются Новоладожский и Староладожский каналы.
Берега бухты низменные. Западный её берег порос берёзово-еловым лесом, а южный и восточный берега покрыты кустарником и лишь местами редким лесом. В центральной части бухты расположен архипелаг из трёх небольших островов, наибольший из них — о. Большой Зеленец.
Залив располагается в окрестностях Санкт-Петербурга (в 25 км от города) и имеет большое количество населённых пунктов на побережье. На южном берегу губы расположен город Шлиссельбург, населённые пункты — Кобона, Коккорево, Назия и прочие.